# Obrne
Obrne este o localitate din comuna Bled, Slovenia, cu o populație de 72 de locuitori.